# Dzienniki w Chinach
Dzienniki w Chinach stanowią największy rynek prasy codziennej na świecie. Liczba gazet w ChRL wzrosła od 42 w 1968 roku (wszystkie będące organami Partii Komunistycznej) i 382 w 1980 roku do ponad 2200 w ostatnich latach. Wliczając magazyny i czasopisma, ich liczbę szacuje się na około 7000. Daje to Chinom wiodącą rolę na rynku dzienników na świecie, według danych z 2006 roku – 96,6 milionów egzemplarzy sprzedawanych dziennie, przed Indiami (78,7 milionów) i Japonią (69,7 milionami). Nakład prasy tylko do końca lat 80. powiększył się czterokrotnie w porównaniu z połową lat 60. 
Obecnie nie istnieją w Chinach gazety formalnie prywatne. Wszystkie muszą być afiliowane przy instytucji publicznej, przy czym zwykle jest to Komunistyczna Partia Chin. O ile gazety przy Komitecie Centralnym i Komitetach Prowincjonalnych są uznawane za tubę propagandową i koncentrują się na opisywaniu wydarzeń w kraju i za granicą według oficjalnej linii partii, o tyle gazety powstałe przy Komitetach Miejskich cieszą się stosunkowo dużą swobodą. Związane jest to z faktem, że od tych gazet oczekuje się przynoszenia dochodów właścicielom, na czym korzystają również komitety miejskie Partii i lokalne organizacje z nią powiązane. Silnie skomercjalizowane gazety poruszają tematy typowe dla tabloidów, takie jak plotki, odrażające przestępstwa, skandale oraz porady, zwykle unikając jednak tematów o silnych konotacjach politycznych.

## Główne tytuły prasowe
| Organy prasowe Komunistycznej Partii Chin (prasa ogólnokrajowa) | Organy prasowe Komunistycznej Partii Chin (prasa ogólnokrajowa) | Organy prasowe Komunistycznej Partii Chin (prasa ogólnokrajowa) | Organy prasowe Komunistycznej Partii Chin (prasa ogólnokrajowa) | Organy prasowe Komunistycznej Partii Chin (prasa ogólnokrajowa) | Organy prasowe Komunistycznej Partii Chin (prasa ogólnokrajowa)    |
| Pinyin                                                          | chiń.                                                           | ang.                                                            | pol.                                                            | Typ gazety | Pozycja rynkowa                                                    |
| --------------------------------------------------------------- | --------------------------------------------------------------- | --------------------------------------------------------------- | --------------------------------------------------------------- | --- | ------------------------------------------------------------------ |
| Rénmín Rìbào                                                    | 人民日报                                                        | People’s Daily                                                  | Dziennik Ludowy                                                 | Założona w 1948 roku, pod bezpośrednią kontrolą KC Partii. W okresie rządów Mao Zedonga, pod kontolą Hu Qiaomu, osobistego sekretarza Mao. Gazeta współcześnie jest czytana ze względu na widoczność trendów popularności wewnątrz partii – artykuły poświęcone jednej osobie są oznaką wzrastającej pozycji. | Nakład 2.5 mln–4 mln 110 mln RMB z reklam                          |
| Cānkǎo Xiāoxī                                                   | 参考消息                                                        | Reference News                                                  | Przegląd wiadomości                                             | Publikuje przedruki zagranicznych artykułów prasowych po chińsku. Założona w 1931 roku, początkowo dostępna wyłącznie dla dygnitarzy. Dziś wydawana przez państwową Agencję Prasową Xinhua (mającą status instytutu rządowego).                                                                               | Nakład 3 mln                                                       |
| Guāngmíng Rìbào                                                 | 光明日报                                                        | Guangming Daily                                                 | Dziennik Oświecenia                                             | Założony w 1949 roku, od 1953 r. redagowana przez Departament Propagandy i Departamentu Zjednoczonego Frontu Pracy Komitetu Centralnego Komunistycznej Partii Chin | Jedna z 3 największych gazet w Chinach 90 mln RMB dochodu z reklam |
| Jiěfàngjūn Bào                                                  | 解放军报                                                        | Liberation Army Daily                                           | Dziennik Armii Ludowo Wyzwoleńczej                              | Organ prasowy Chińskiej Armii | Jedna z 3 największych gazet w Chinach                             |
| Xīnhuá Rìbào                                                    | 新华日报                                                        | Xinhua Daily                                                    | Dziennik Nowych Chin (Xinhua)                                   | Wydawany i redagowany przez Komitet Prowinjonalny Jiangsu KPCh | Nakład 470 tys. 385 mln RMB z reklam                               |

| Prasa wolnorynkowa (tytuły lokalne) | Prasa wolnorynkowa (tytuły lokalne) | Prasa wolnorynkowa (tytuły lokalne) | Prasa wolnorynkowa (tytuły lokalne) | Prasa wolnorynkowa (tytuły lokalne)                                                                | Prasa wolnorynkowa (tytuły lokalne)                                      |
| Pinyin                              | chiń.                               | ang.                                | pol.                                | Typ gazety                                                                                         | Szacowany nakład/Przychód z reklam/Udział w lokalnym rynku               |
| ----------------------------------- | ----------------------------------- | ----------------------------------- | ----------------------------------- | -------------------------------------------------------------------------------------------------- | ------------------------------------------------------------------------ |
| Pekin (Beijing)                     |                                     |                                     |                                     | |                                                                          |
| Běijīng Wǎnbào                      | 北京晚报                            | Beijing Evening News                | Pekińskie wiadomości wieczorne      | | Nakład 1 mln 401,23 mln RMB z reklam 56% rynku lokalnej prasy codziennej |
| Jīnghuá Shíbào                      | 京华时报                            | Beijing Times                       |                                     | | 191,25 mln RMB z reklam 61% w rynku gazet porannych w Pekinie            |
| Fǎzhì Wǎnbào                        | 法制晚报                            | Legal Mirror                        |                                     | | Trzecie miejsce w lokalnym rynku dzienników                              |
| Szanghaj                            |                                     |                                     |                                     | |                                                                          |
| Shēnjiāng Fúwù Dáobào               | 申江服务导报                        | Shanghai Times                      |                                     | | 23.62% lokalnego rynku                                                   |
| Xīnwén Chénbào                      | 新闻晨报                            | Shanghai Morning Post               | Poranny Dziennik Informacyjny       | | 23.36% lokalnego rynku                                                   |
| Xīnmín Wǎnbào                       | 新民晚报                            | Xinmin Evening News                 | Nowy Obywatel - Dziennik Wieczorny  | | 21.91% lokalnego rynku                                                   |
| Kanton (Guangzhou)                  |                                     |                                     |                                     | |                                                                          |
| Guǎngzhōu Rìbào                     | 广州日报                            | Guangzhou Daily                     | Dziennik Kantoński                  | Oficjalna gazeta Komitetu Miejskiego w Kantonie, wydawana przez Grupę Medialną Dziennika Guangzhou | 290.27-500 mln RMB 40% lokalnego rynku                                   |
| Yángchéng Wǎnbào                    | 羊城晚报                            | Yangcheng Evening News              | Wieczorny Dziennik Kantoński        | | Nakład 1.3-1.5 mln 460 mln RMB dochodu z reklam 24% lokalnego rynku      |
| Nánfāng Dūshìbào                    | 南方都市报                          | Southern Metropolitan Daily         | Dziennik Południowej Metropolii     | | 16% lokalnego rynku                                                      |